# 真清田神社

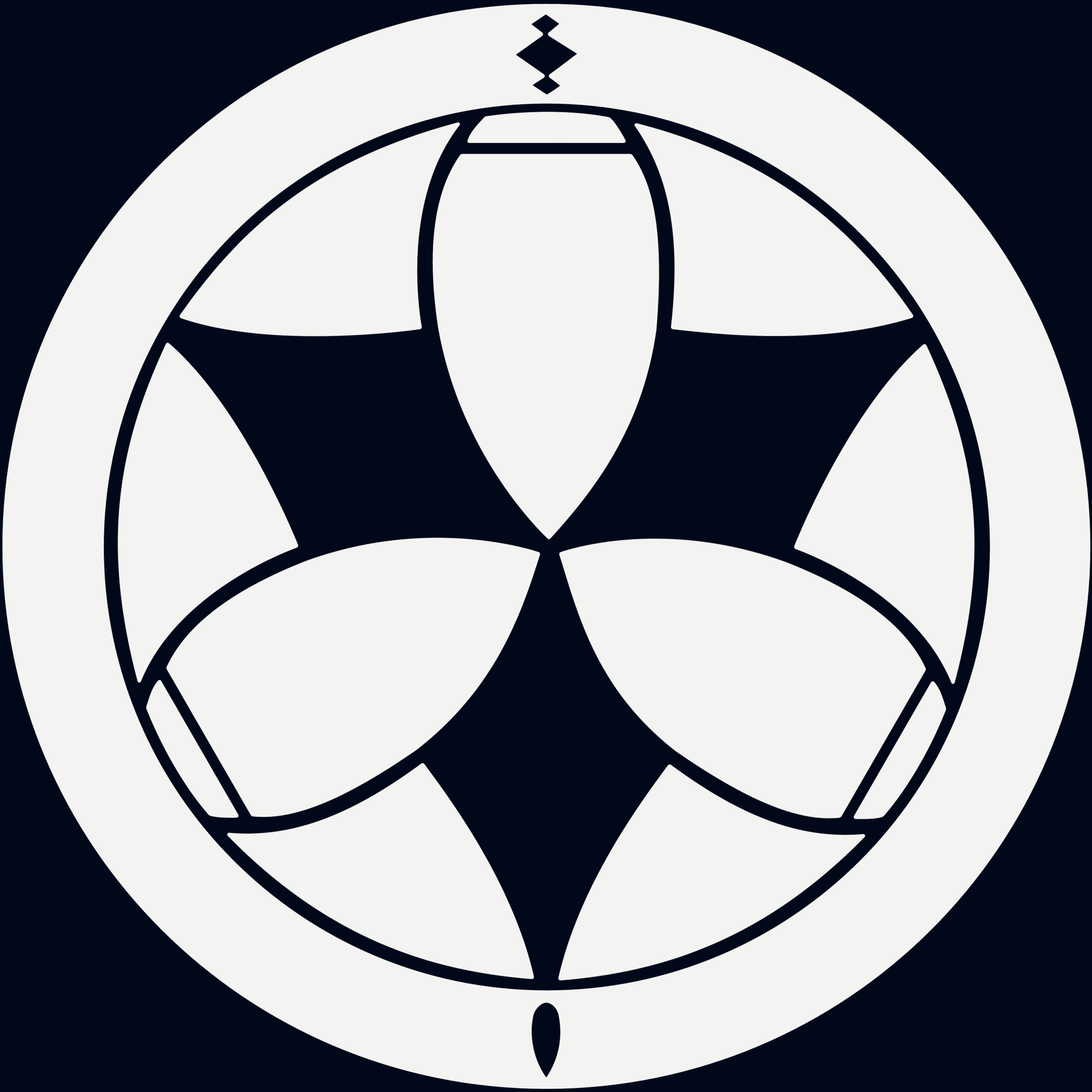
真清田神社の神紋。

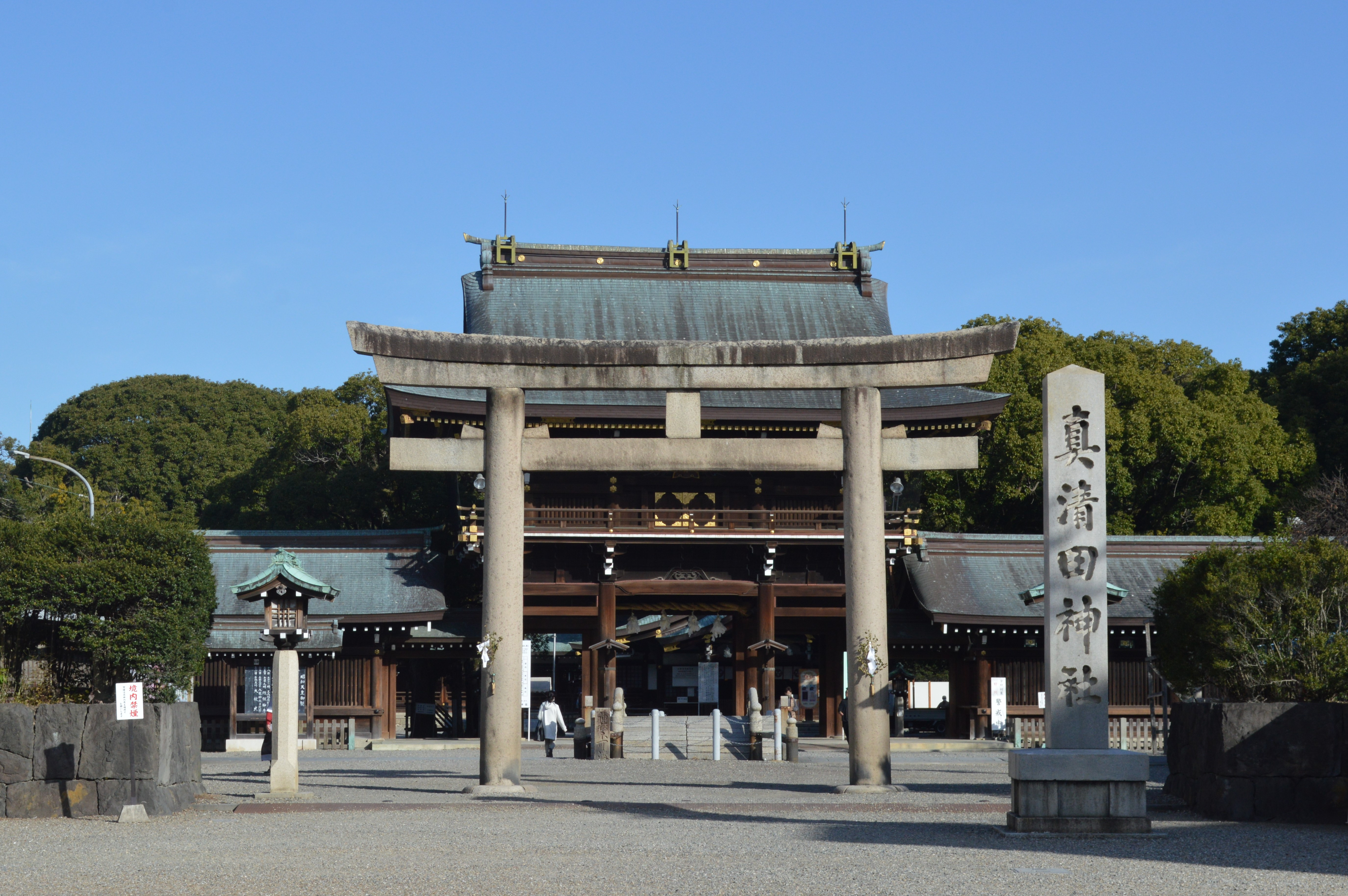
鳥居と楼門

真清田神社（ますみだじんじゃ、旧字体：眞淸田神󠄀社󠄁）は、愛知県一宮市真清田にある神社。式内社（名神大社）、尾張国一宮。旧社格は国幣中社で、現在は神社本庁の別表神社。

## 概要
愛知県北西部、一宮市の中心部に鎮座する。創建は詳らかでないが、古代に尾張地方を治めた尾張氏の奉斎に始まるとされ、尾張氏祖神の天火明命を祭神とする。中世には尾張国の一宮に位置づけられ、一帯の地名「一宮」はこの真清田神社の社格に由来する。現在でも一宮市の市章は真清田神社の神宝がモチーフとされるように、古くから一宮地域の発展に関わってきた古社である。
社殿は第二次世界大戦中の一宮空襲で焼失したため、現在見られるものは戦後の再建である。そのうち、本殿・祭文殿（さいもんでん）などは神社建築としての造形を評価され、国の登録有形文化財に登録されている。また国の重要文化財の木造舞楽面12面、朱漆器25点をはじめとして、多くの文化財も伝世する。そのほか、創建日とされる4月3日に行われる例祭は「桃花祭（とうかさい）」として知られる。

## 祭神
祭神は次の1柱。
- 天火明命（あめのほあかりのみこと）

本地仏は『真清田神社縁起』では毘盧遮那仏、『神道集』では地蔵とする。

### 祭神について
現在、真清田神社の祭神は上記の通り天火明命とされるが、かつては国常立尊祭神説や大己貴命祭神説など複数説が存在した。これらのうち国常立尊祭神説は、『真清田神社縁起（古縁起）』（室町時代末期頃成立）に記される説で、最も古い時代に遡る。国常立尊は神話では天地開闢の時に最初に現れた神とされ、『古縁起』では崇神天皇の時に国常立尊を勧請して祀ったとする。しかし近年では、同書が続けて真清田神社を日本中の一宮と主張していることから、伊勢神宮と比肩するために天照大神より古い国常立尊が持ちだされたものと考えられている。一方、大己貴命祭神説は『大日本国一宮記』に見える説で、出現は室町時代末期から江戸時代初期頃に遡り、諸文献に散見される。
これらに対して天火明命祭神説は、江戸時代に吉見幸和や栗田寛により唱えられたものである。天火明命は、『日本書紀』『古事記』の神話では天照大神の孫神（天忍穂耳命の子神）とされ、『先代旧事本紀』では饒速日命と同一視される神である。そしてこの天火明命に比定する説において、社名の「マスミ」が真清鏡（ますみのかがみ）のように鏡に関係する語であるとして、鏡作氏や尾張氏の祖神の天火明命が祭神だと想定された。しかしながら、尾張氏は尾張地方に広く勢力を持った氏族ではあるが、真清田神社との関係を示す文献・伝承は知られていない。また尾張氏を鏡作氏とする文献も存在せず、実際には鏡作氏は三上氏の支流であったと見られる。
歴史的には、中世末期から江戸時代までは国常立尊祭神説が主流で、明治の時点での祭神は国常立尊のほか天照大御神・月夜見神・大己貴神・大竜王神の5柱となっていた。しかし『特選神名牒』において「天照大御神」が「天火明命（天照国照彦天火明尊）」の誤記と見なされ、かつ他の4柱が省略され天火明命1柱とされた関係で、以後は現在まで天火明命1柱説が採用されている。なお、『真清田神社史』では国常立尊祭神説を荒唐無稽としながらも、天火明命と大己貴命については、それぞれ尾張氏の祖先神と奉斎神（土地神）であった可能性を指摘する。
なお祭神の性格に関しては、過去の祭神に龍神が見えることから水神の性格が指摘されるほか、『赤染衛門集』の記述から農業神の性格も指摘される。

## 歴史

### 創建
創建について現在の真清田神社社伝では、祭神の天火明命は大和国葛城地方（現・奈良県葛城地方）の高尾張邑を出て、神武天皇33年3月3日に当地で鎮祭されたのが始まりとする。
一方古文献では、真清田神社の創建に関して初代神武天皇の時とする説、第10代崇神天皇の時とする説の2説が知られる。
- 神武天皇年間説
『一宮神宮記』や『尾張国一宮伝記』など近世の文献に見られる伝承。両書では神武天皇年間、『尾張国名所図会』では神武天皇33年3月3日に祭神が「松降荘青桃丘」（現社地）に鎮座したとする。
- 崇神天皇年間説
真清田神社に関する基本文献、すなわち『真清田神社縁起（古縁起）』（室町時代末期頃成立）と『真清探桃集』（江戸時代中期成立）に見られる伝承。現社地の「青桃之丘」は国常立尊の国土造成のゆかりの地とし、崇神天皇の夢想によりその縁で国常立尊を当地に奉斎したとする。

上記の文献はいずれも中世以降の成立になるため、これらの伝承の真偽や、神武天皇や崇神天皇の時期に淵源を求めた理由は明らかとなっていない。このうち神武天皇33年3月3日という年月日については、すでに存在した桃花祭（3月3日）から逆に創造されたとする説がある。これら文献を受け『真清田神社史』では、尾張氏が大和葛城地方から尾張に進出し、崇神天皇頃にあたる尾張氏一族の倭得玉彦命（『先代旧事本紀』「天孫本紀」に見える人物）の時期に神社が創祀されたと想定している。
社名「ますみだ」の語源は明らかでないが、後述のように文献では「真清田」「真墨田」の2種類の用字が存在する。この相違に関して、『延喜式』のみ「墨」の用字であることから、『延喜式』の表記が実は『弘仁式』（820年）の古い表記の踏襲と推測する説がある。歴史的には、その後は好字「清」の表記が定着した。なお『延喜式』神名帳では美濃国各務郡に村国真墨田神社（岐阜県各務原市）とも見え、真清田神社との関連が指摘される。

### 概史
| 年                  | 真清田神           | 大縣神             | 熱田神         |
| ------------------- | ------------------ | ------------------ | -------------- |
| 822年               | --                 | --                 | 従四位下       |
| 833年               | --                 | --                 | 従三位 →正三位 |
| 847年               | 無位 →従五位下     | 無位 →従五位下     | --             |
| 853年               | 従五位上 →従四位下 | 従五位下 →従四位下 | --             |
| 859年               | --                 | 従四位下 →従四位上 | 正三位 →従二位 |
| 859年               | --                 | 従四位下 →従四位上 | 従二位 →正二位 |
| 865年               | 従四位上 →正四位上 | --                 | --             |
| 873年               | --                 | 従四位上 →正四位下 | --             |
| 神名帳              | 名神大             | 名神大             | 名神大         |
| 一宮制              | 一宮               | 二宮               | 三宮           |
| 国府?真清田大縣熱田 |                    |                    |                |

国史での初見は承和14年（847年）で、「真清田天神」の神階が無位から従五位下に昇叙されたとある。その後、仁寿元年（851年）に「真清田神」は官社に列し、またその神階が仁寿3年（853年）に従四位下、貞観7年（865年）に正四位上に昇叙されている。
延長5年（927年）成立の『延喜式』神名帳では尾張国中島郡に「真墨田神社 名神大」と記載され、名神大社に列している。また『尾張国内神名帳』（尾張国内神名牒）では、「正一位 真清田明神」と記載されている。
永万元年（1165年）の「神祇官諸社年貢注文」に「尾張国一宮 八丈五疋」とあるのを初見として、平安時代末期以降に真清田神社は尾張国で一宮の地位にあったとされ、これは現在の一宮市の市名の由来にもなっている。一宮に次ぐ尾張国二宮は大縣神社（犬山市宮山）、三宮は熱田神宮（名古屋市熱田区）とされるが、神階・格式の点では熱田神宮の方が尾張国で最高位にあり矛盾する。この点については古来諸説が挙げられているが、今日では尾張国府との距離関係の反映とする説や、東海道における京からの位置関係の反映とする説が一般視されている。
真清田神社は古来多くの社領を有したが、それらは「真清田荘」として荘園化し、平安時代末には八条院領のうち安楽寿院領に含まれた。嘉禎元年（1235年）の文献によると、社領は水田129町9反300歩、うち定田は96町120歩で、旧中島郡のほか葉栗郡・愛智郡・海東郡・海西郡一帯に分布したとされる。中世期の他の文書からも、社領が広範囲に渡った様子が指摘される。また天文年間（1532年-1555年）からは佐分氏が神職を務めるようになった（幕末まで世襲）。その後天正12年（1584年）には大地震で社殿が崩壊し、豊臣秀吉に社領も没収されて社勢は衰えたという。
江戸時代に入ると徳川氏から庇護を受けて復興し、尾張藩主松平忠吉から社領200石の寄進、さらに寛永4年（1627年）には藩主徳川義直から105石余の寄進を受け、336石6斗余の社領を有するようになったという。寛永16年（1639年）には義直から細別を記した黒印状が下されたほか、寛文5年（1665年）には4代将軍徳川家綱から朱印状が下されている。
明治維新後、明治18年（1885年）に近代社格制度において国幣小社に列した。かつて「真清田大名神」「真清田大明神」「一宮真清田大神」「一宮大明神」と称された社名も、明治に現在の「真清田神社」に統一された。その後、大正3年（1914年）に国幣中社に昇格した。戦後は神社本庁の別表神社に列している。

### 神階
- 六国史時代における神階奉叙の記録[12]
  - 承和14年（847年）11月11日、無位から従五位下 （『続日本後紀』）[原 1] - 表記は「真清田天神」。
  - 仁寿元年（851年）11月13日、官社に列す （『日本文徳天皇実録』）[原 2] - 表記は「真清田神」。
  - 仁寿3年（853年）5月22日、従五位上から従四位下 （『日本文徳天皇実録』）[原 3] - 表記は「真清田神」。
  - 貞観7年（865年）7月26日、従四位上から正四位上 （『日本三代実録』）[原 4] - 表記は「真清田神」。
- 六国史以後
  - 正一位 （『尾張国内神名帳』） - 表記は「真清田明神」。

## 境内

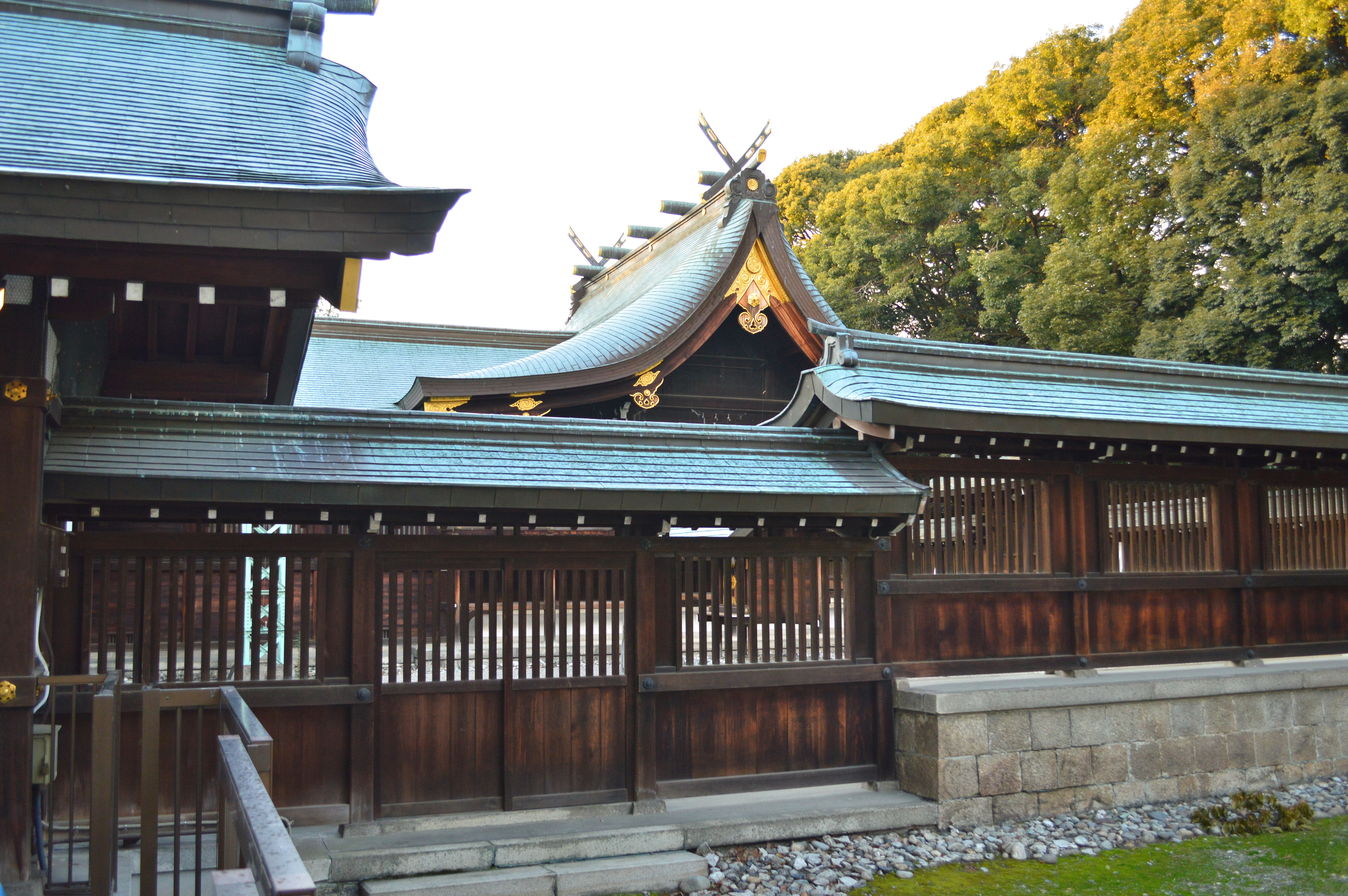
本殿（国の登録有形文化財）

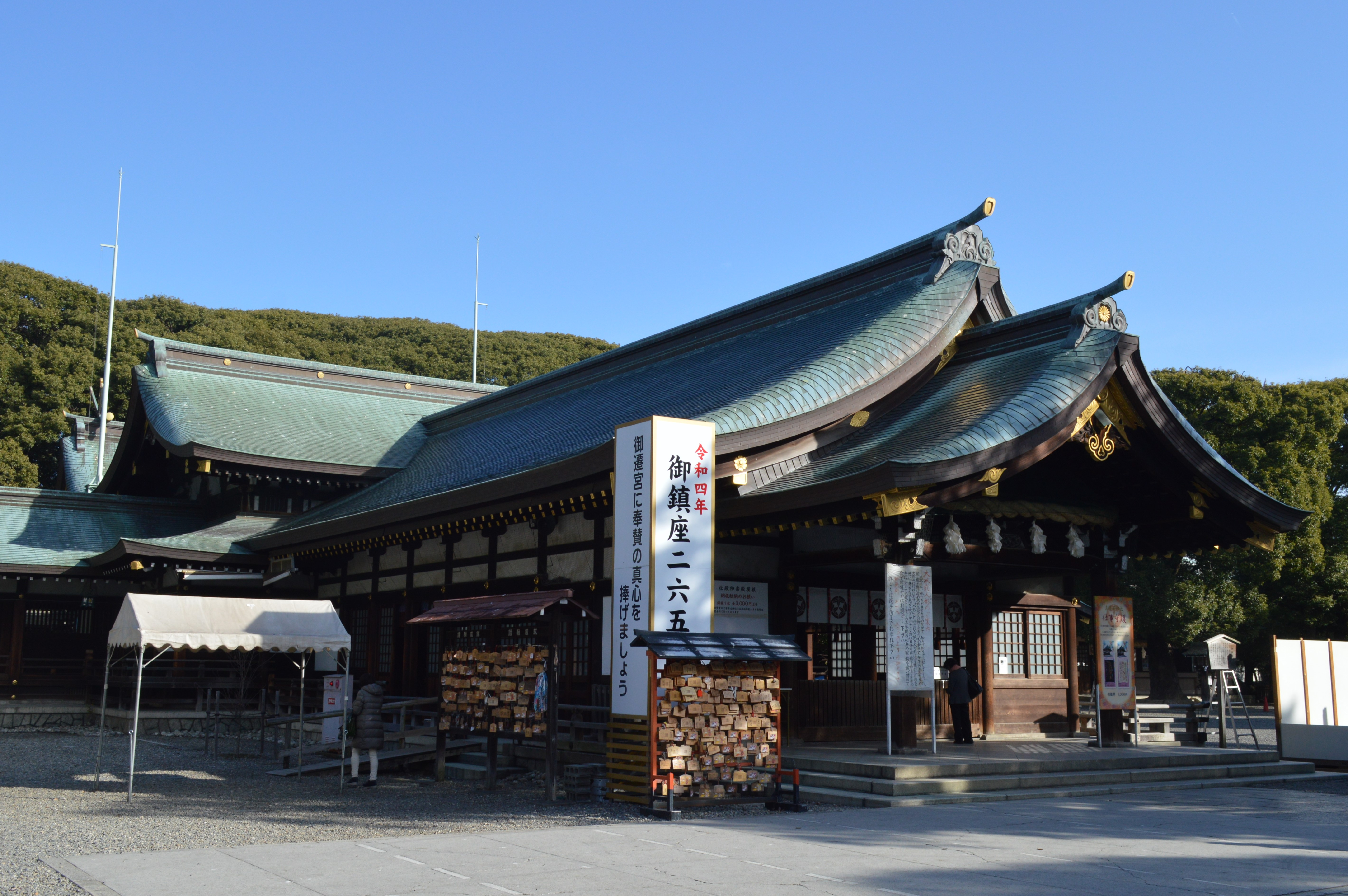
拝殿

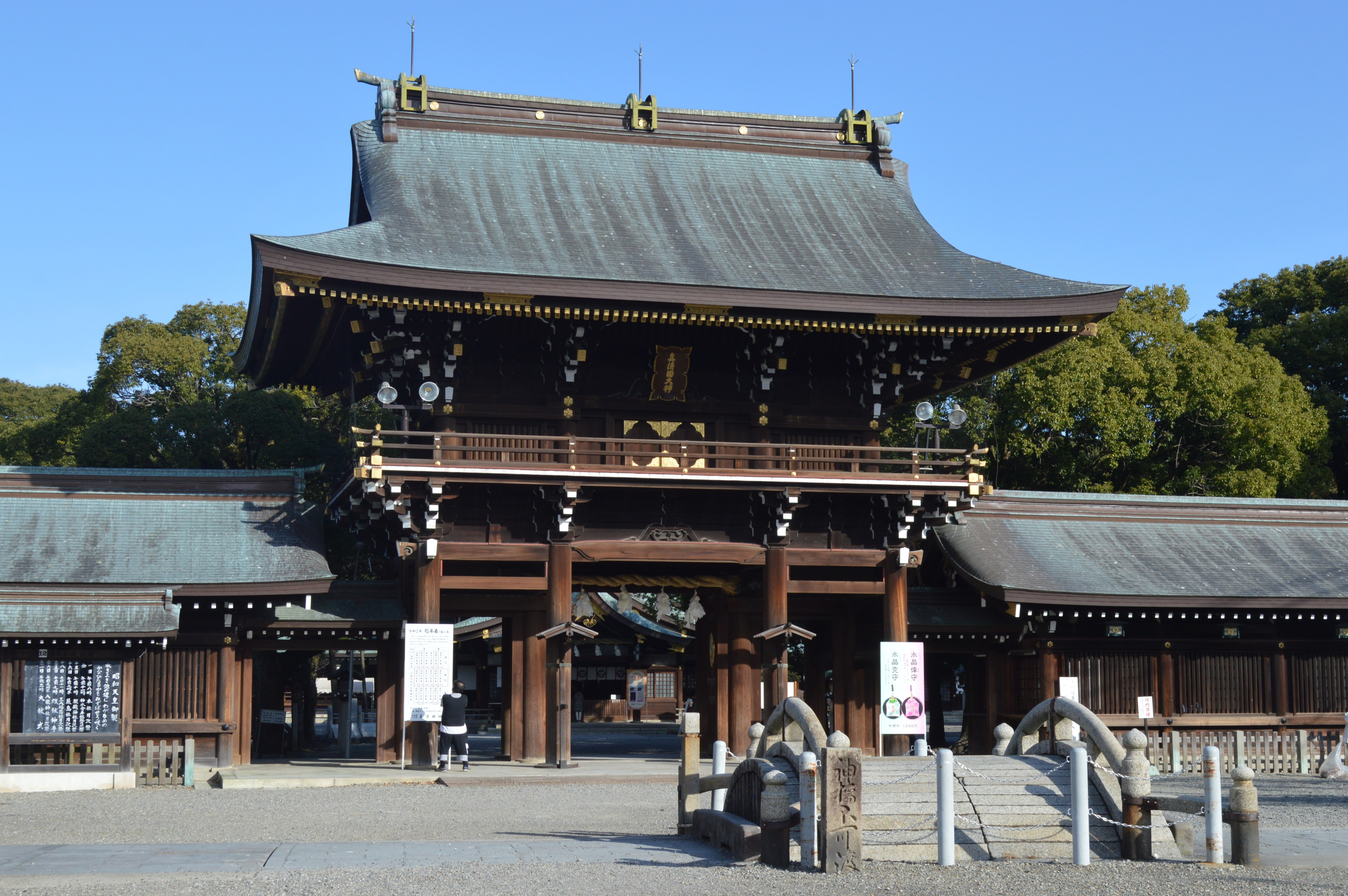
楼門

境内は約30,090平方メートル。社殿は昭和20年（1945年）の一宮空襲で焼失したため、いずれも戦後の再建である。昭和26年（1951年）から再建計画が立てられ、昭和32年（1957年）までに本殿・祭文殿・渡殿・拝殿・廻廊透塀・神饌所・社務所などが再建された。これらのうち、本殿及び渡殿（1棟）、北門及び透塀（1棟）、祭文殿（1棟）がそれぞれ国の登録有形文化財に登録されている。主要社殿の詳細は次の通り。
本殿
三間社流造で、屋根は銅板葺。檜材で南面して建てられ、内部は前室（外陣）・中陣・内陣で区切り、四周には縁が廻らされている。昭和29年（1954年）の再建。
渡殿（わたどの）
本殿前面に建てられ、本殿と祭文殿をつなぐ。間口1間・奥行3間の切妻造妻入で、屋根は銅板葺。昭和29年（1954年）の再建。
祭文殿（さいもんでん）
渡殿前面に建てられている。桁行3間・梁間3間の広い1室で、切妻造平入、屋根は銅板葺。昭和31年（1956年）の再建。
祭文殿の両脇からは翼廊（廻廊）が延び、東に祭具所、西に神饌所が建てられている。また祭文殿正面には拝殿が建てられている。
北門
本殿真北に位置する。切妻造の薬医門。北門から東西には透塀が延びる。昭和30年（1955年）の再建。
なお空襲で焼失した社殿は、典型的な尾張造として知られた。楼門はその空襲による焼失を免れたが、これも昭和36年（1961年）に再建されている。
中世期の真清田神社の様子を知る絵図としては、「真清田神社古絵図」（一宮市指定有形文化財）がある。この絵図は室町時代頃の社頭と桃花祭の様子を描いたもので、主要社殿として朱塗りの本殿・縦長拝殿・勅使殿・楼門、その左右に末社・神庫、さらに境内両端や参道には東神宮寺、西神宮寺、新八幡社、山王社の様子が表されている。また中央の広場では山車2台とともに当時の風俗の様子が描かれている。一宮市博物館では、この絵図に基づいた1/150スケールの復元模型が展示されている。

## 摂末社
現在（1994年時点）の摂末社は、摂社2社（境内2社）・末社36社（境内11社・境外25社）の計38社。
かつて室町時代には別宮4社（四所別宮）・末社88社があったというが、江戸時代の延宝年間（1673年-1681年）頃には末社45社（別宮不明）、『真清探桃集』（江戸時代中期）の頃には別宮は荒廃し末社10余社の状態であった。明治から大正にかけての摂末社整理ののち、昭和40年（1965年）に服織神社の新設、平成5年（1993年）に三明神社の復興がなされたほか、境内外末社も変遷を経て現在に至っている。

### 摂社
- 三明神社（さんみょうじんしゃ）
  - 祭神：本宮荒魂
  - 例祭：3月25日

別名「印珠宮」「三明印珠宮」。旧四所別宮のうち筆頭（第一別宮）。本殿裏手に鎮座。
「三明印珠宮」の別名は3種の印珠を蔵したことに由来するという。本宮の荒魂を祀るとして重要視され、桃花祭では本宮の山車（東車）とともに三明神の山車（西車）が出される。中世の古絵図のうちでは、本宮西側にある宝形造の寺院風建物に比定される。江戸時代頃には拝殿西側に独立して祀られていたが、大正元年（1912年）に末社犬飼社に合祀され、平成5年（1993年）に再び独立社として復興された。この三明神社に関しては、かつて7月7日に行われた吉祥祭が知られるほか、祭祀背景に仏教的要素が指摘される[21]。

- 服織神社（はとりじんじゃ）

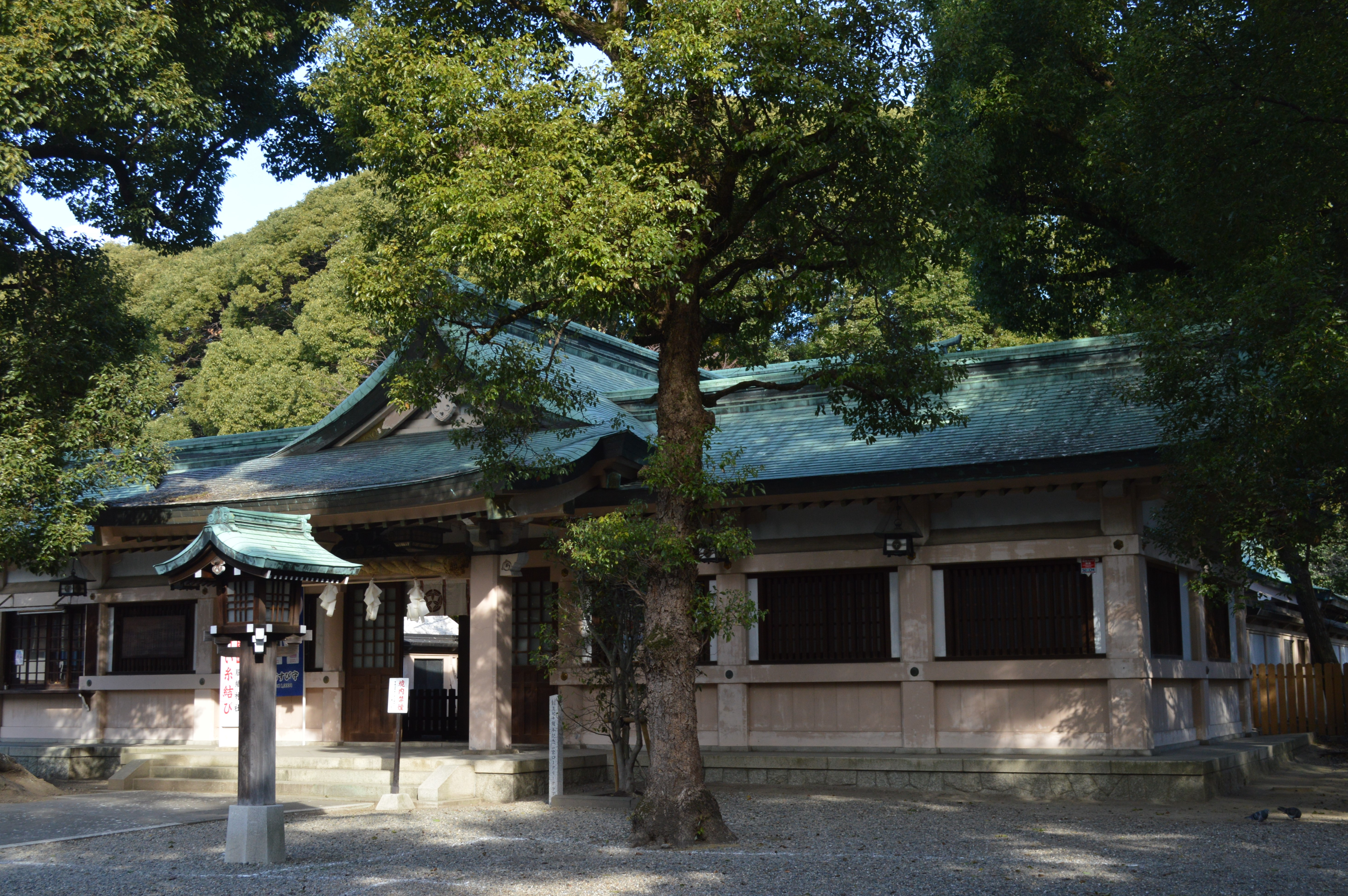
服織神社

  - 祭神：萬幡豊秋津師比売命（よろずはたとよあきつしひめのみこと）
  - 例祭：11月2日、月次祭：毎月15日

本殿東方に鎮座。
祭神は別名を「栲幡千千姫命（たくはたちぢひめのみこと）」ともいい、天火明命（本宮主祭神）の母神にあたる。一宮市が織物産業で栄えたことから、昭和40年（1965年）に織物の神社として創建された。7月第4日曜前後の5日間の織物感謝祭は、昭和31年（1956年）に始まるもので、現在は「一宮七夕まつり」として知られる[22]。

### 末社
現在の境内末社は次の11社。社殿はいずれも昭和20年（1945年）の焼失以後の再建。
- 神明社
玉垣内、本殿東側に鎮座し南面する。祭神は天照大神、品陀和気命。玉垣内に鎮座する唯一の末社であるが、古絵図では本殿横に末社の記載はなく、後世に文献の解釈を誤ったための鎮座とする説がある。大正元年（1912年）に元々の神明社（天照大神）に旧摂社新八幡宮を合祀[24]。
- 三末社 - 服織神社東側に3社を併祀。
  - 天神社
3社のうち西社。祭神は天神七代神、伊弉冉命、速玉男神、事解男神、訶遇突智神、市杵島姫神。明治44年（1911年）から大正元年（1912年）の間に旧第二別宮の七代宮（天神七代神）に愛宕社・熊野社・厳島社・新愛宕社を合祀[21][24]。
  - 犬飼社
3社のうち中央社。祭神は犬飼神、底筒男神、中筒男神、表筒男神、神功皇后、猿田彦命、真神田曽根連、本宮荒魂、菊理姫命。大正元年（1912年）に元々の犬飼社（犬飼神）に住吉社・三明神社（1993年に境内摂社として分祀）・白山社・古守社を合祀[24]。
  - 愛鷹社
3社のうち東社。祭神は愛鷹神、瀬織津姫神、速秋津姫神、速佐須良姫神、気吹戸主命、木花咲屋姫神。大正元年（1912年）に元々の愛鷹社（愛鷹神）に祓戸社・浅間社を合祀[24]。
- 愛宕社
三末社東側、小山の上の3社のうち中央社。防火の神[24]。
- 須佐之男社
三末社東側、小山の上の3社のうち西社。祭神は須佐之男神。元は境外の神社であったが、明治23年（1890年）に真清田神社境内末社に編入[24]。
- 秋葉社
三末社東側、小山の上の3社のうち東社。祭神は訶遇突智神。元は境外の神社であったが、戦後に真清田神社境内に遷座[24]。
- 稲荷社
楼門内東方に鎮座。祭神は倉稲魂命。元は境外の神社であったが、戦後に真清田神社境内に遷座[24]。
- 厳島社
境内南東の神池に鎮座。祭神は市杵島姫神。
- 八龍神社
境内末社のうちでは最も新しい平成元年（1989年）の創建。元は厳島社に祀られた龍神石が、神仏分離で日泰寺に移り、再び真清田神社に還ったときに創建された[24]。
- 三八稲荷社
祭神は倉稲魂命。元は「新稲荷社」として境内西北に鎮座したが、戦後に「三八稲荷社」に改称して現在地に遷座。社名「三八（さんぱち）」は、戦前まで真清田神社社前で開かれた織物中心の市「三八市」に由来する[24]。

このほか、境外末社として25社が分布する。主なものとしては、旧第三別宮の神明社（一宮市真清田）・浜神明社（一宮市桜）、旧第四別宮の大神社（一宮市天王）・大石社（一宮市桜）、真清田神社社家の祖神を祀る古守社（一宮市松降）がある。『真清探桃集』では末社88社はいずれも境内社とし、これら現在の境外末社は「属社」の分類で24社を掲載する。これら境外末社は江戸時代には神職・社僧の控とされたが、その鎮座地はかつて中世期の真清田神社神領地であった可能性が指摘される。

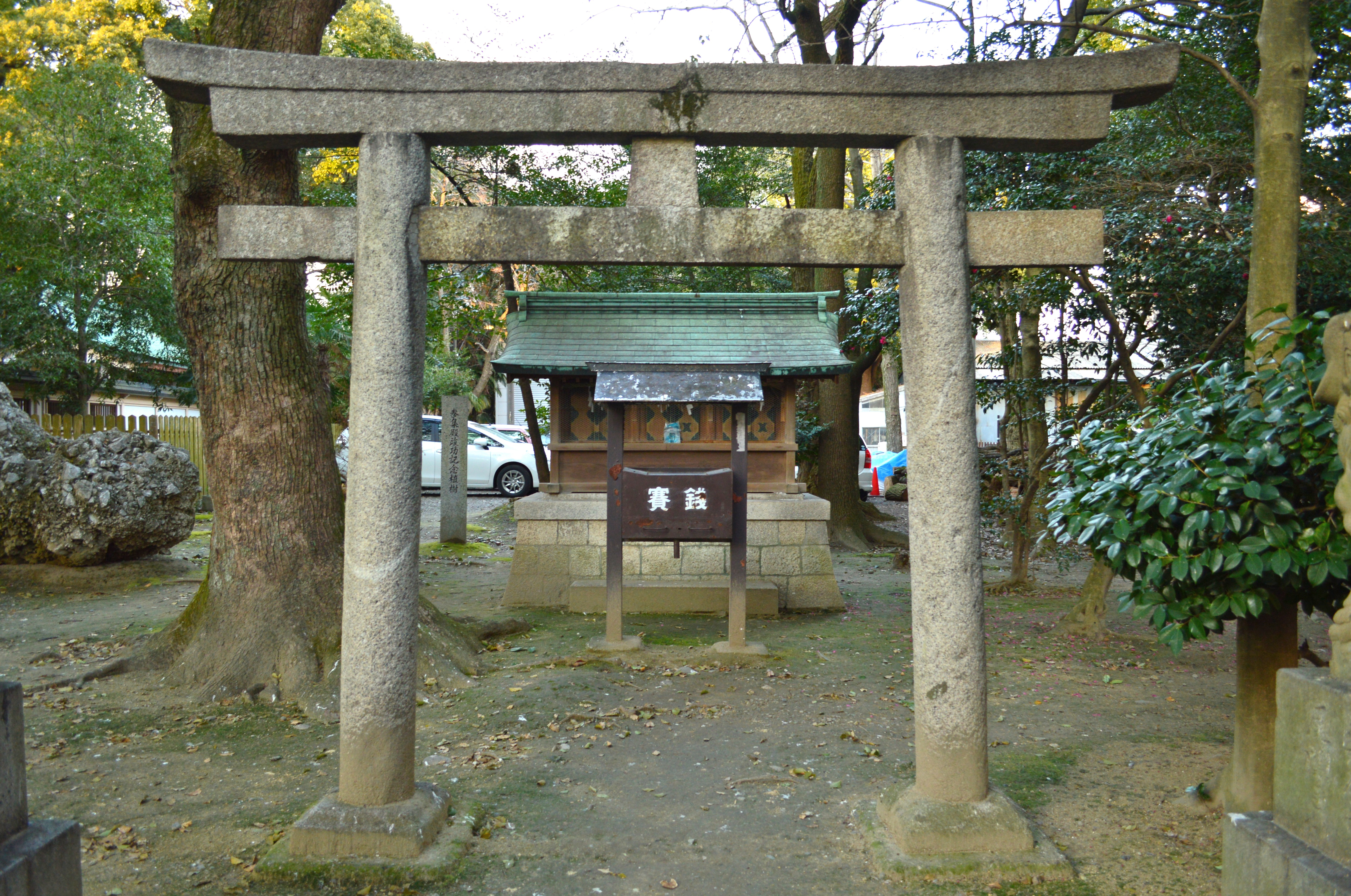
三末社
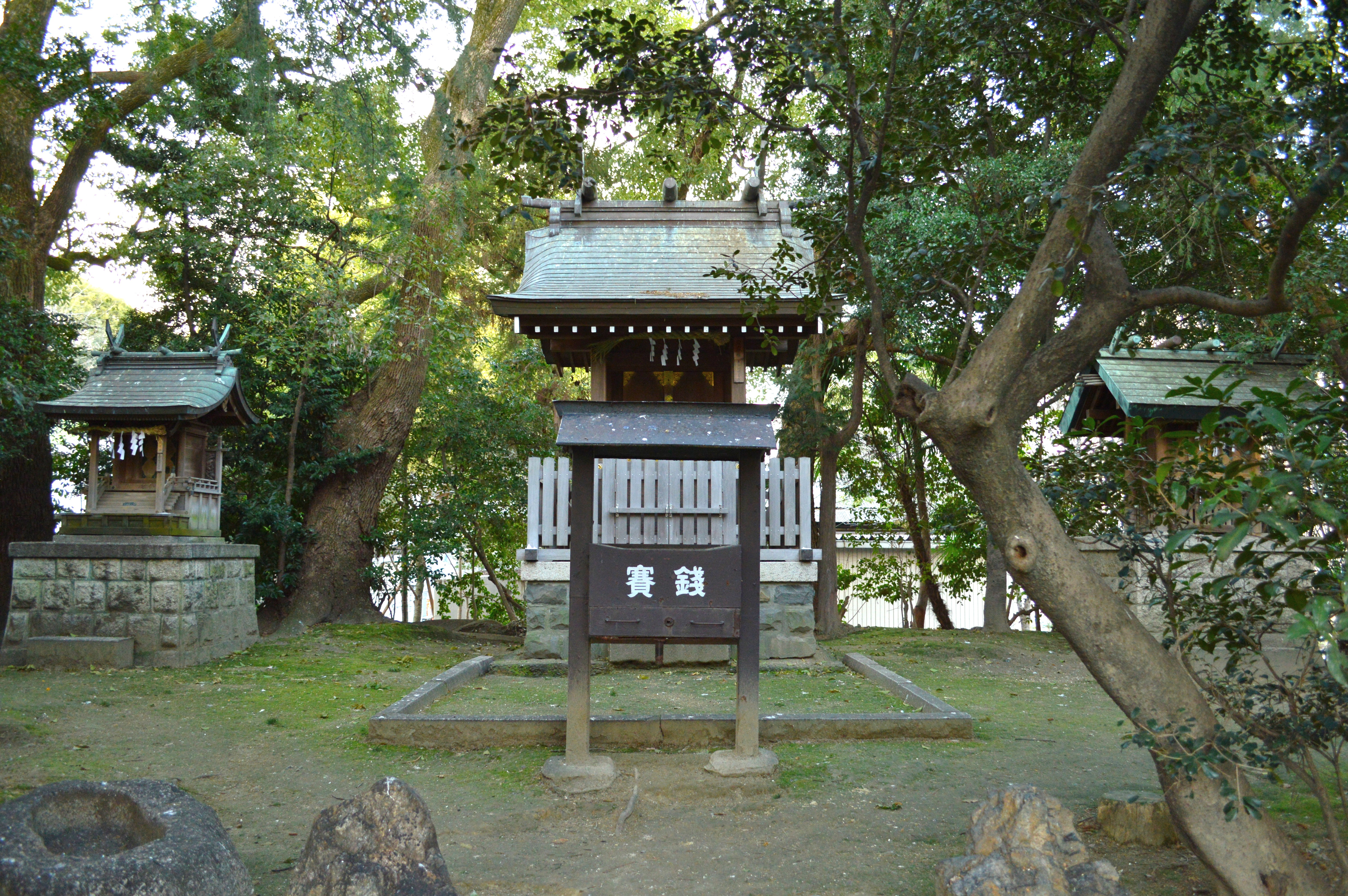
須佐之男社（左）、愛宕社（中）、秋葉社（右）
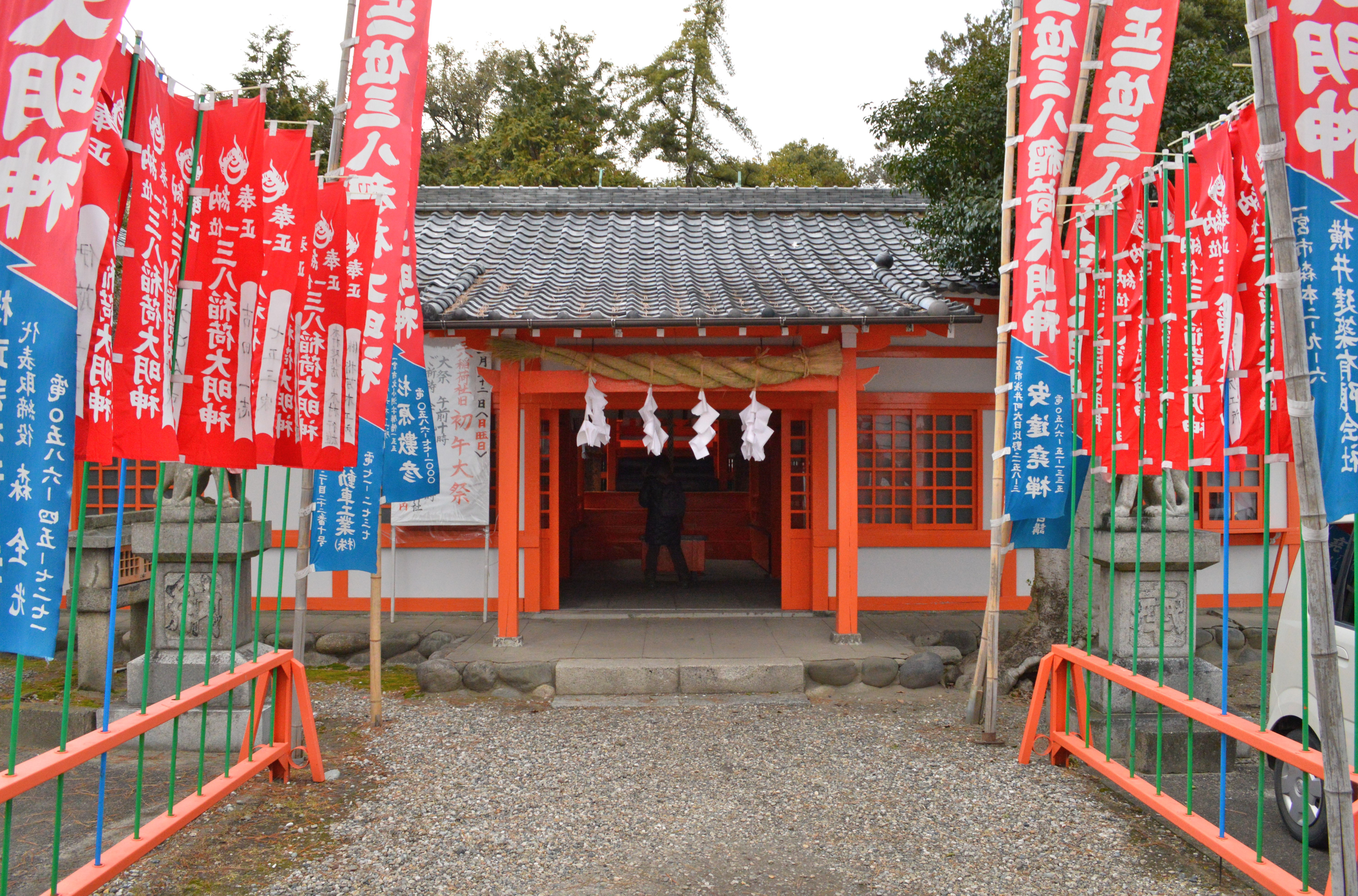
三八稲荷社
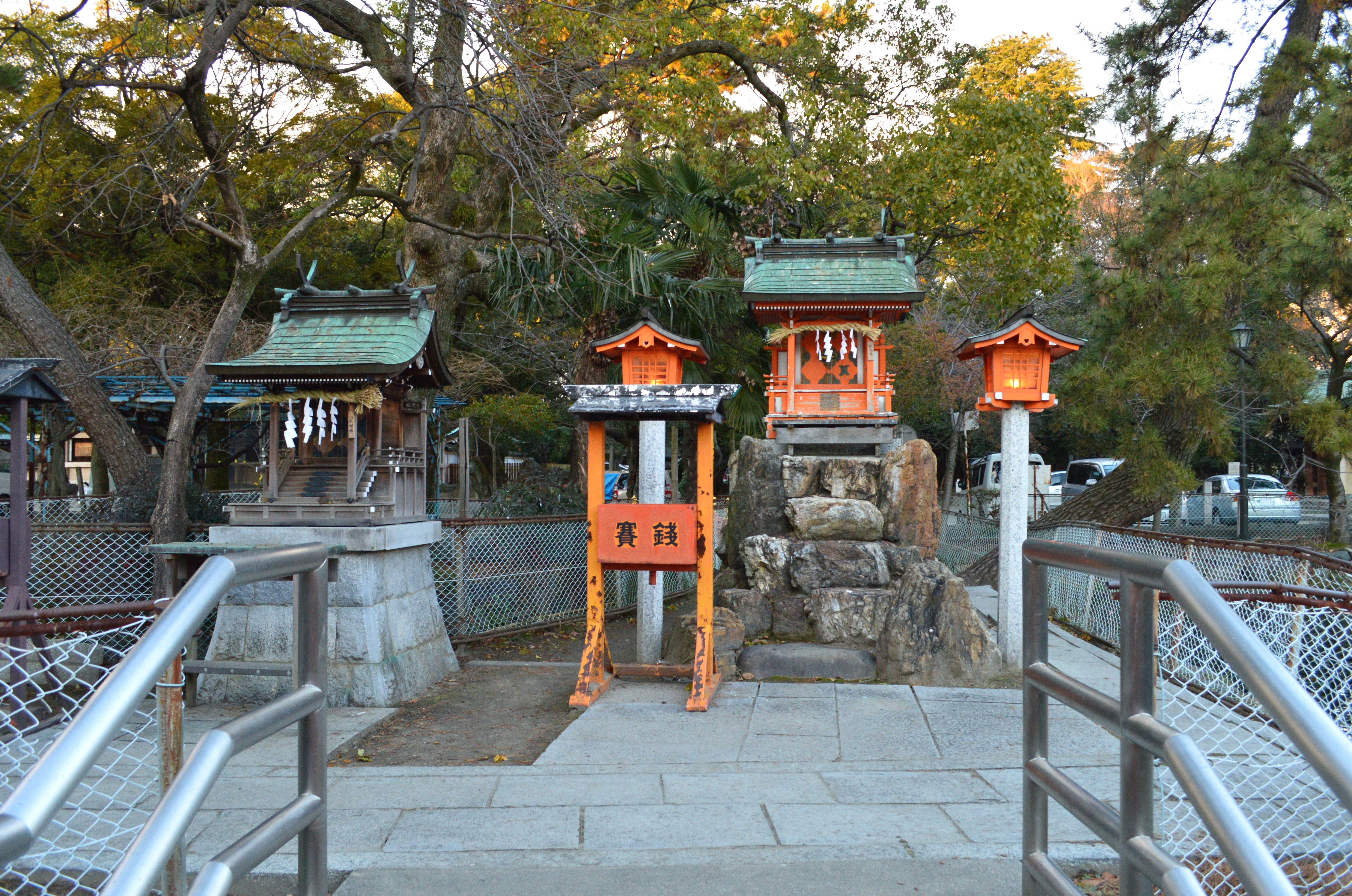
厳島社（右）、八龍神社（左）

### 旧別宮・旧摂社
『真清探桃集』（江戸時代中期）で挙げる旧別宮4社・旧摂社2社。

## 祭事
真清田神社で年間に行われる祭事の一覧。
- 歳旦祭 （1月1日）
- 神楽始祭 （1月2日）
- 初午大祭 （3月旧初午）
- 勧学祭 （3月下旬）
- 短冊祭 （4月1日）
- 歩射神事、試楽祭 （4月2日）
- 例祭 （4月3日）
「桃花祭（とうかさい）」と称される。祭神の天火明命が神武天皇33年の旧暦3月3日に初めて鎮祭されたという伝承に基づく祭。祭では桃の小枝を神前に供え祭祀を行うほか、神輿が伝統的な行列とともに御旅所まで渡御する。この祭は、文献上で応永年間（1394年-1427年）までは確実に遡るとされる[5]。
- 舞楽神事 （4月29日）
- 御田植祭 （5月第2日曜）
- 一宮七夕まつり （7月最終日曜までの4日間）
- 御衣奉献祭 （7月最終土曜）
- 輪くぐり （8月立秋前日）
- 太々神楽、駒牽神事 （10月15日）
太々神楽では、神童女が真清田神社に伝わる神楽9曲を舞う。駒牽神事は、境内で馬15頭を走らせてその足並みを見る神事である。

## 文化財

### 重要文化財（国指定）
- 木造舞楽面 12面（彫刻）
陵王1面、納曽利（なそり）1面、還城楽（げんじょうらく）1面、崑崙八仙（ころばせ）3面、童舞2面、二ノ舞2面、貴徳1面、散手1面の12面。鎌倉時代から南北朝時代にかけての作で、承元5年（1211年）、建暦元年（1211年）等の銘を有する。熱田神宮の舞楽面とともにこの時代の優品とされる。明治37年8月29日指定[28][29][30]。
- 朱漆角切盤8枚、朱漆入角盤12枚、朱漆擎子5枚（附 銅鋺5口、銅皿20枚）（工芸品）
室町時代の作。角切盤（すみきりばん）・入角盤（いりすみばん）・擎子（けいし）は長禄元年（1457年）銘を有する。同年には本殿改築・遷宮が行われており、そのために新調されたものと見られる。真清田神社側ではこれらを「御膳台盤」と称する。平成元年6月12日指定[31][32][33]。

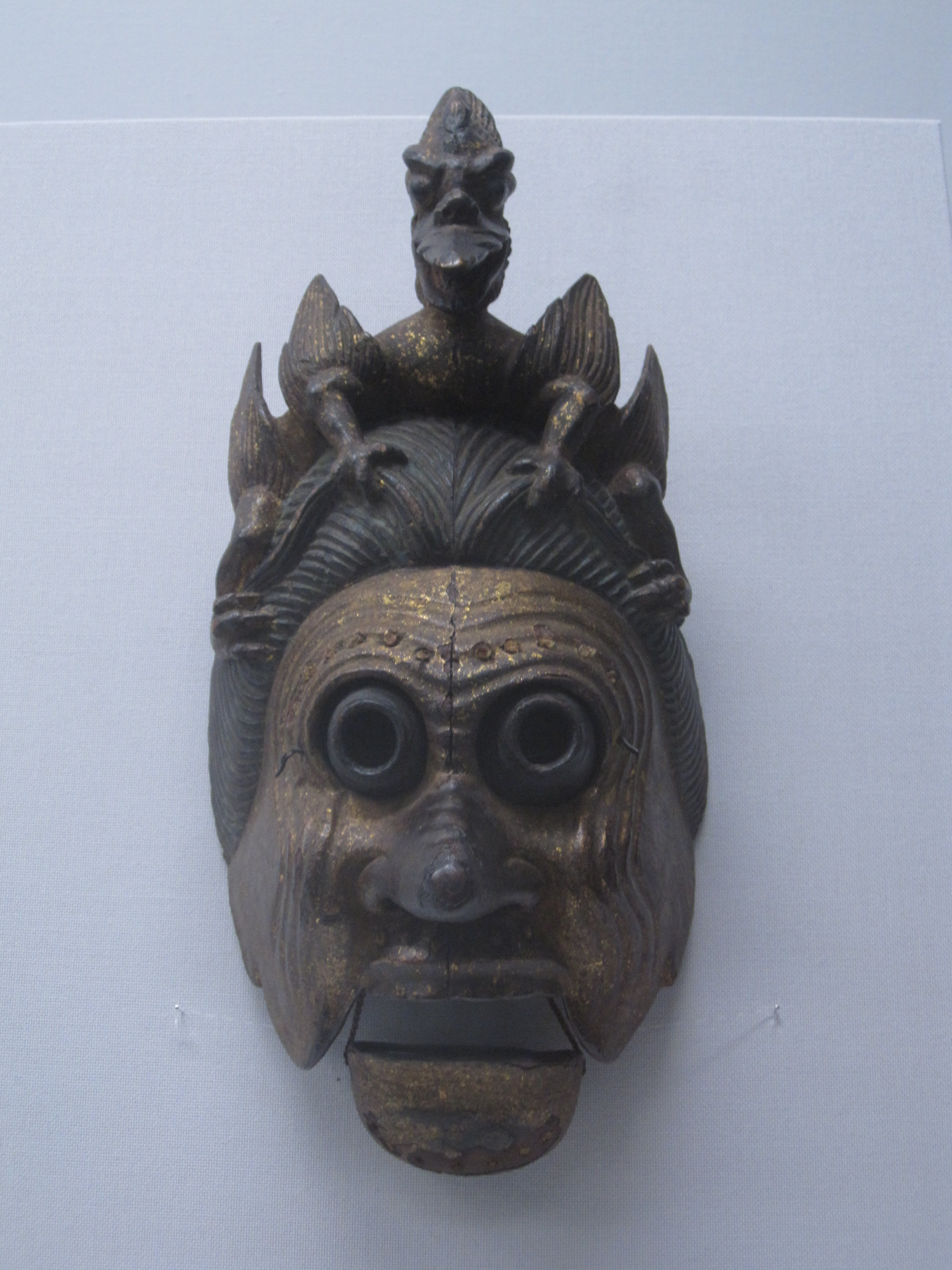
陵王
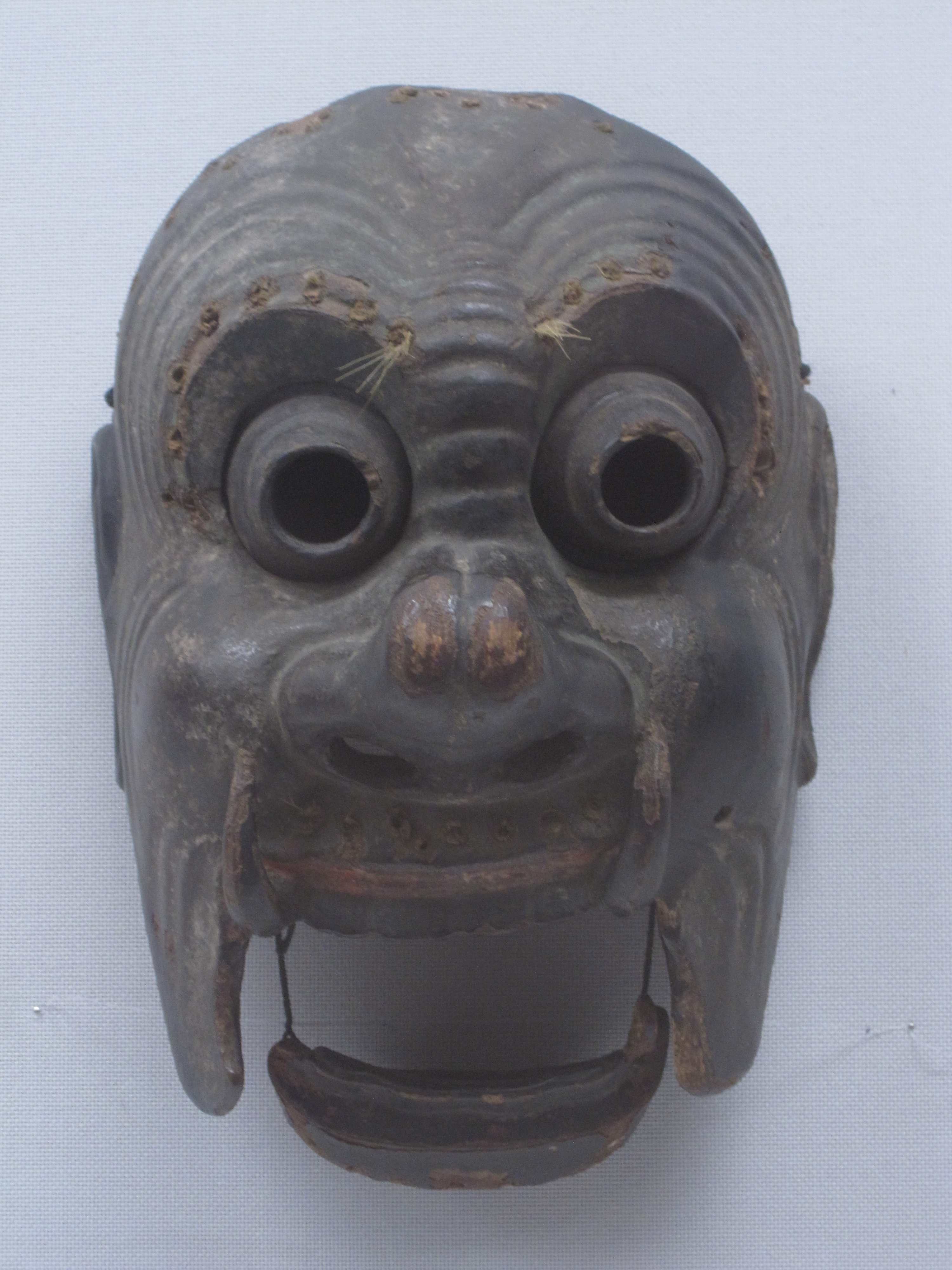
納曽利
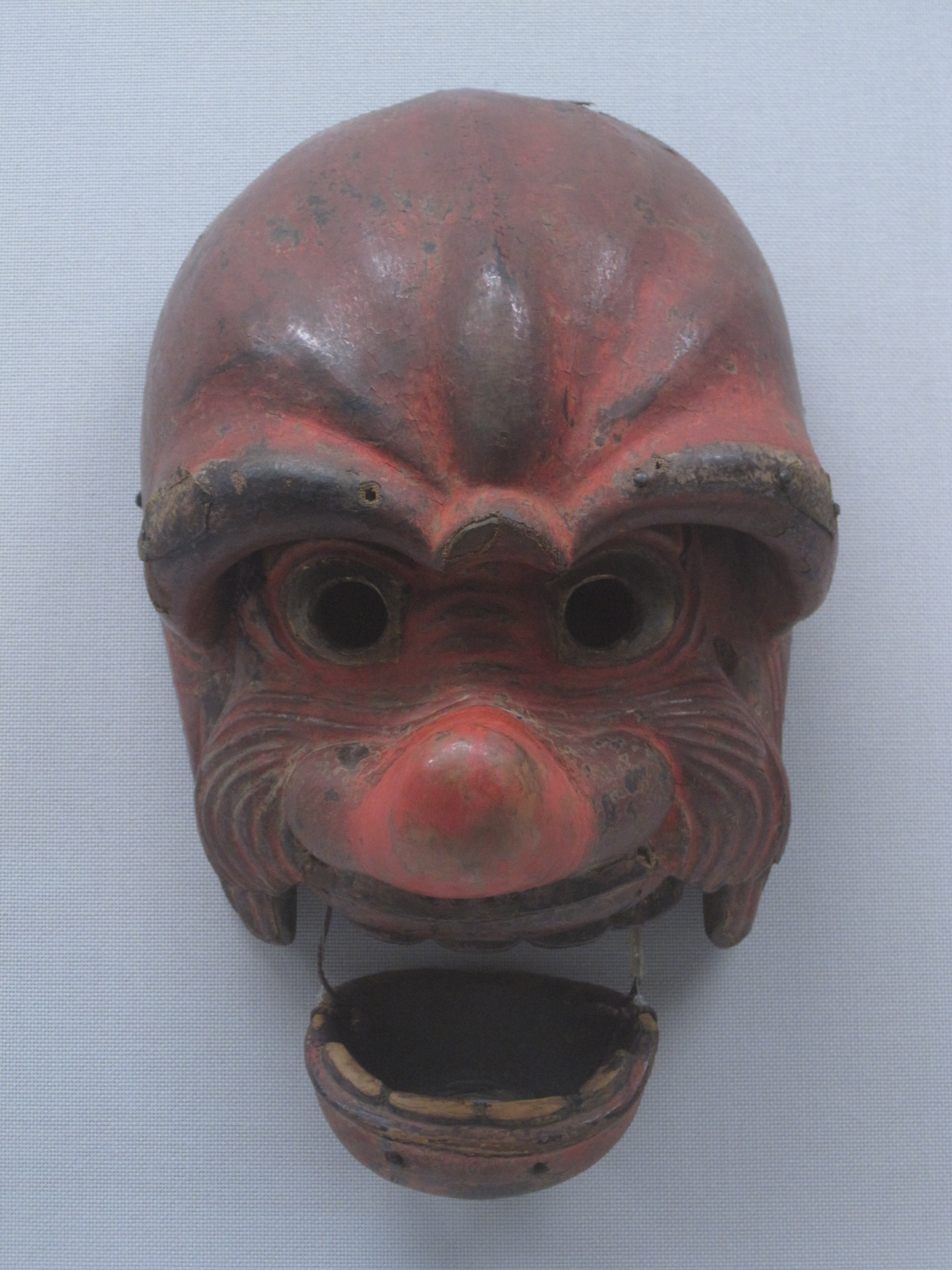
還城楽
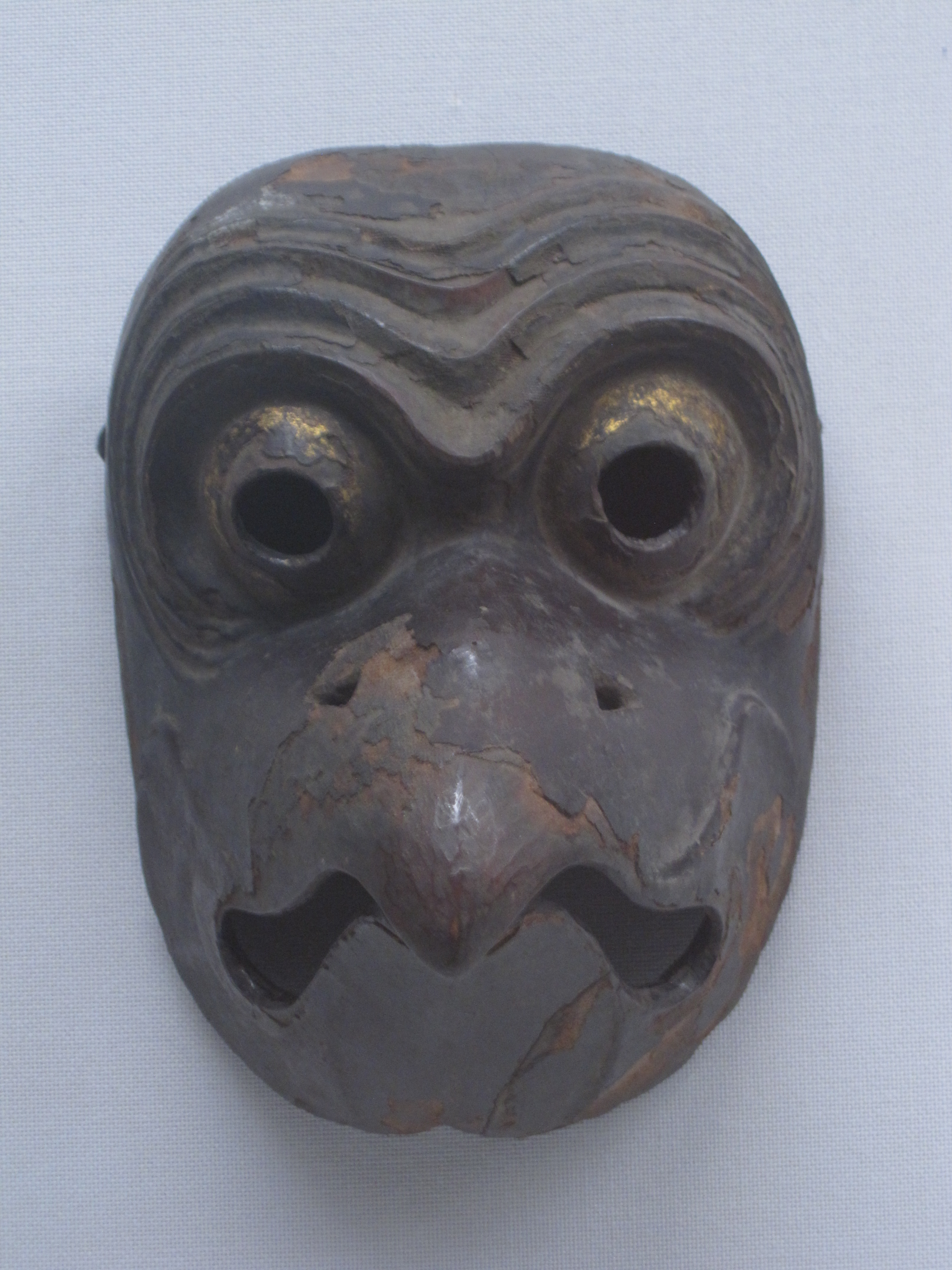
崑崙八仙
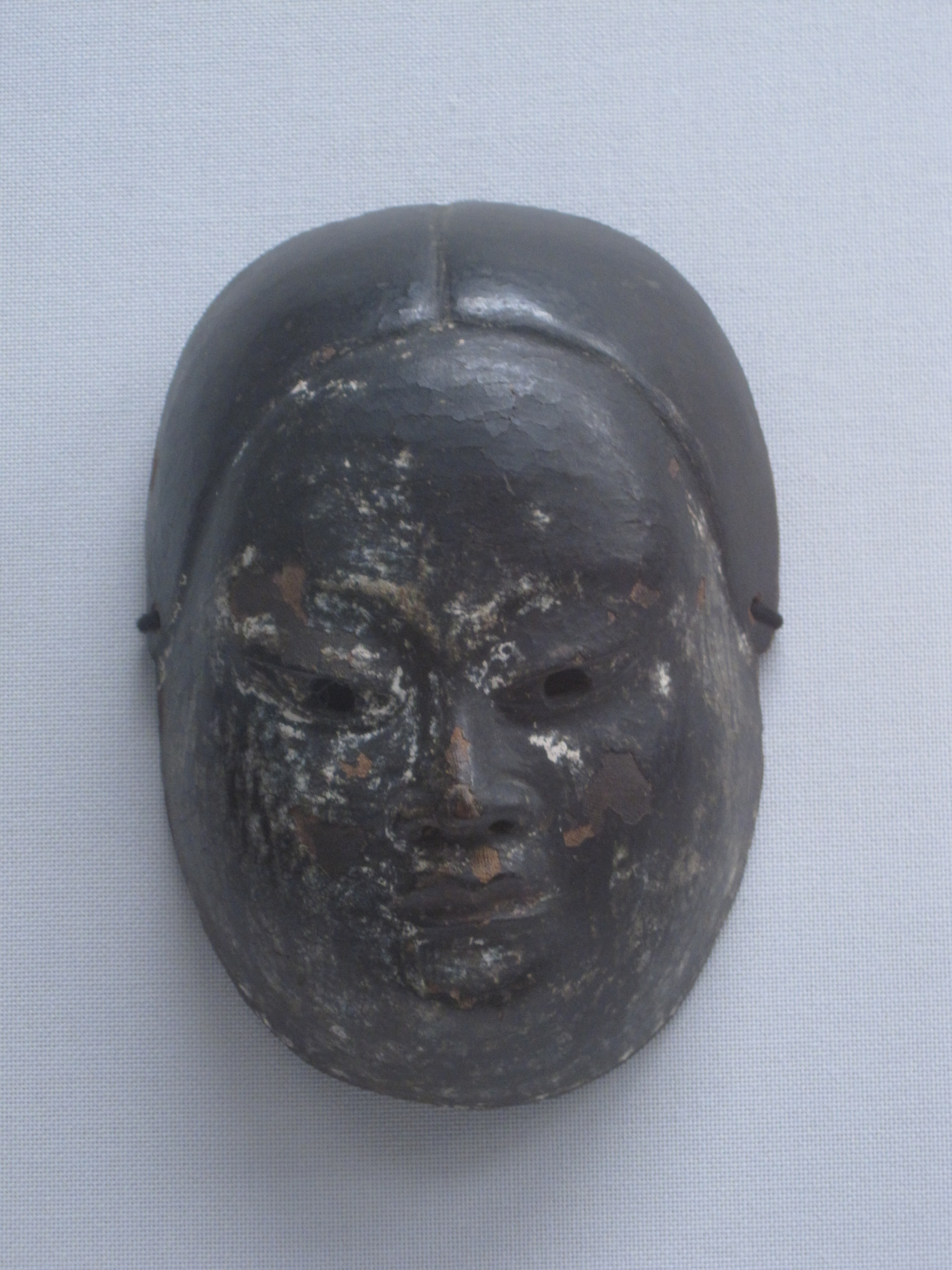
童舞
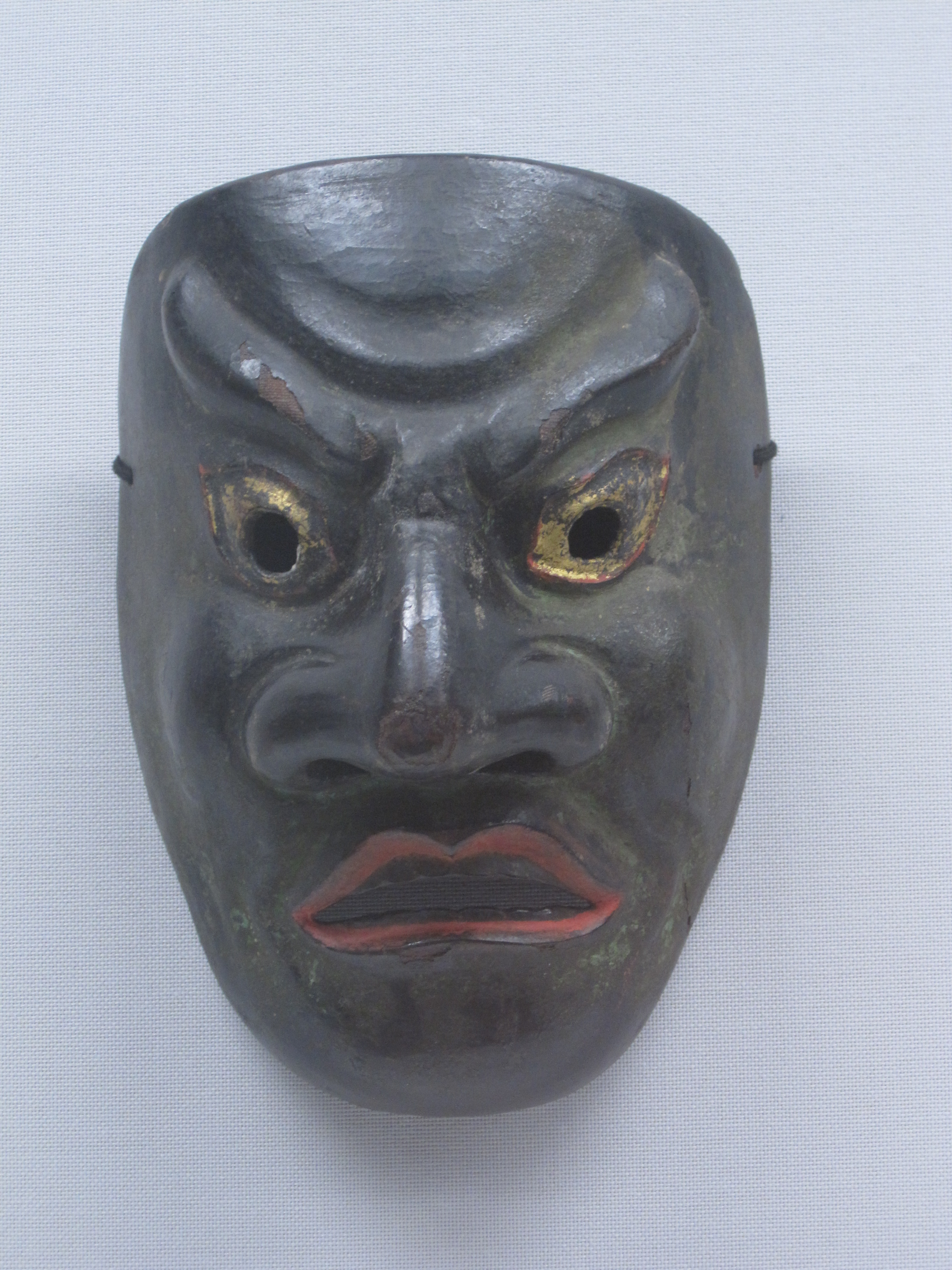
貴徳
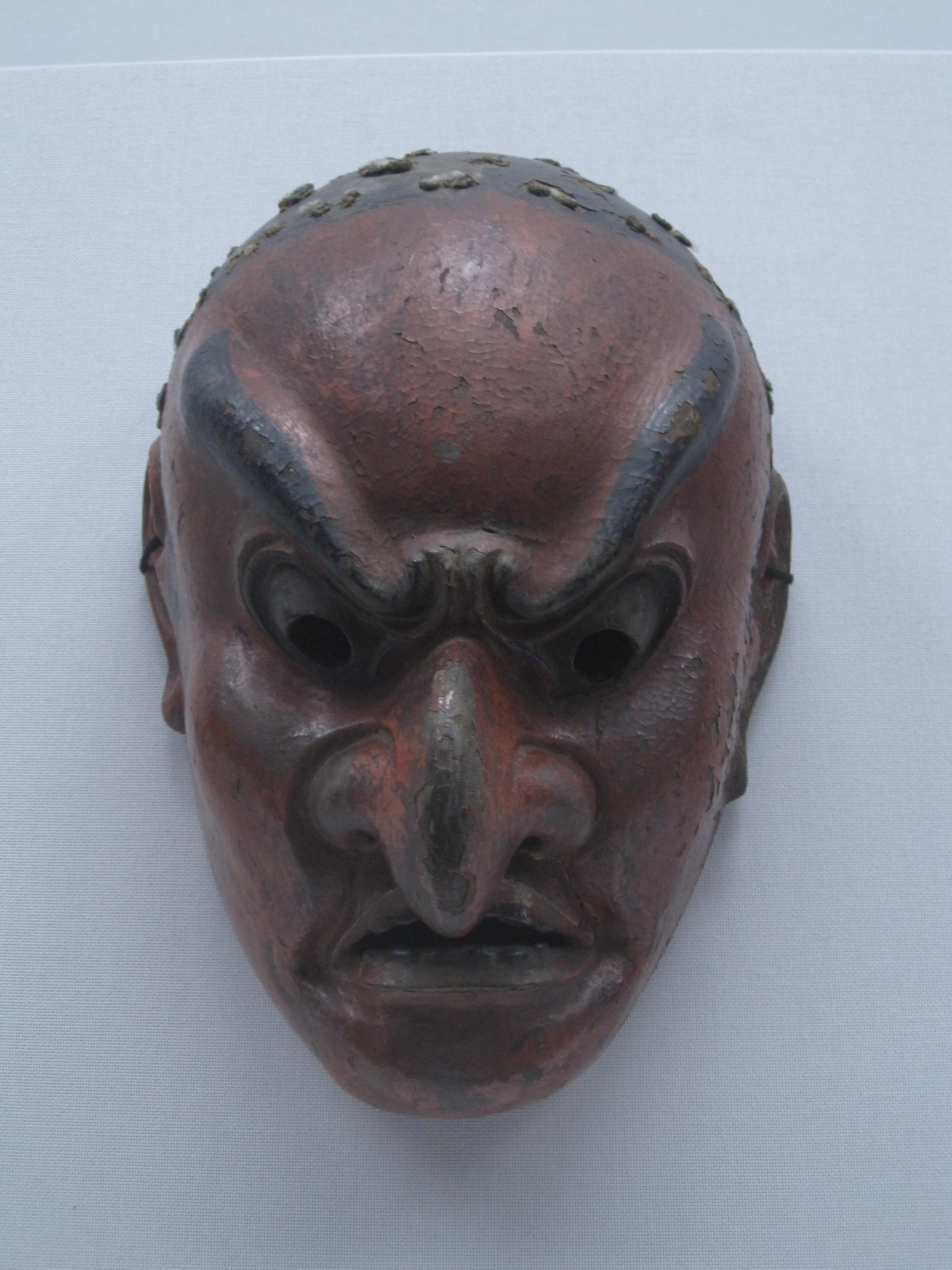
散手

### 登録有形文化財（国登録）
- 真清田神社本殿及び渡殿 1棟（建造物） - 平成18年8月3日登録[15][14]。
- 真清田神社北門及び透塀 1棟（建造物） - 平成19年10月2日登録[18][17]。
- 真清田神社祭文殿 1棟（建造物） - 平成19年10月2日登録[16][17]。

### 愛知県指定文化財
- 有形文化財[34]
  - 獅子頭 1面（工芸品）
室町時代の獅子頭で、文明3年（1471年）銘を有する。長さ52.5センチメートル、幅46.1センチメートル、高さ36.4センチメートル。要所要所は彩色で彩られている[35][36]。昭和30年5月6日指定。
  - 木造舞楽面 7面（工芸品）
納曽利3面、散手2面、崑崙八仙1面、抜頭1面の計7面で、重要文化財指定の舞楽面12面と一連のもの。納曽利1面には承元5年（1211年）銘があり、他の2面も同時期の作と見られる。散手1面にも承元5年銘があるほか、散手のもう1面は徳治3年（1308年）銘、崑崙八仙1面は延文5年（1360年）銘を有する。抜頭1面は室町時代の作。これらは破損こそあるが、鎌倉時代初頭から室町時代の仮面史において貴重なものとされる[37][38]。昭和48年4月4日指定。

- 金銅釣燈籠 2基（工芸品）

室町時代の釣燈籠。2基のうち1基に永正15年（1518年）銘を有する。平成30年8月24日指定。

### 一宮市指定文化財
- 有形文化財[34]
  - 紙本著色真清田神社古絵図 1幅（絵画）
中世期の社頭と桃花祭の様子を描いた絵図。承応2年（1653年）の修補銘があり、それ以前に寄進されたものになる[19]。昭和48年8月7日指定。
  - 能面 3面（彫刻）
翁1面、尉2面。南北朝時代から安土桃山時代頃の作[40]。昭和46年6月8日指定。
  - 宗教面 3面（彫刻）
鬼面1面、女鬼面1面、鬼神面1面。室町時代の作[41]。昭和46年6月8日指定。
  - 銅鈴 1口（工芸品）
鎌倉時代の銅鈴。建暦元年（1211年）銘を有する[42]。昭和48年8月7日指定。
  - 真清探桃集 8巻6冊（書跡）
江戸時代中期、神主の佐分清圓によって記録された百科事典的書物。享保18年（1733年）の自筆本はなくなり、安永2年（1773年）に清圓の子の清興によって校正された浄書本が伝わる[43]。昭和48年8月7日指定。
  - 真清田神社本殿出土鎮物（考古資料）
昭和7年（1932年）の本殿再建の際に採集された出土品。内訳は瑞花双鳥八稜鏡、唐花双鳥鏡、瑞花双鳳五花鏡残欠、八稜鏡残欠、金銅装太刀金具残欠（以上平安時代）、五輪泥塔（鎌倉時代）、亀甲文双鶴鏡（室町時代）。いずれも鎮壇具として埋納されたものと見られる[44]。昭和48年8月7日指定。
- 有形民俗文化財[34]
  - 神頭矢 1手
室町時代の2本の鏑矢で、矢の箆に永正7年（1510年）の墨書を有する[45]。昭和48年8月7日指定。

### その他
- 五鈴鏡（ごれいきょう）
真清田神社に伝世するとされる神宝。鏡に5つの鈴を付した鈴鏡といわれるが、神宝として神職にも実見されておらず詳らかでない。一宮市の市章は、この五鈴鏡の想定される姿を型取って定められている[46]。
- 蘭奢待（らんじゃたい）
東大寺の正倉院（現在は宮内庁が管理）に伝わる名香の一部。戦国時代に織田信長が村井貞勝に分け与え、さらに貞勝が一宮城主関長安（関成政）に与えたのち、長安が真清田神社に奉納したものという[1]。
- 神水舎　平安時代に弘法大師が雨乞いを祈願した際、「ご祭神が八頭八尾の大きな龍に乗って現れ雨を降らせた」という伝承が残る真清田神社。水神として崇拝され、江戸時代には尾張藩主も晴雨祈願を行った。

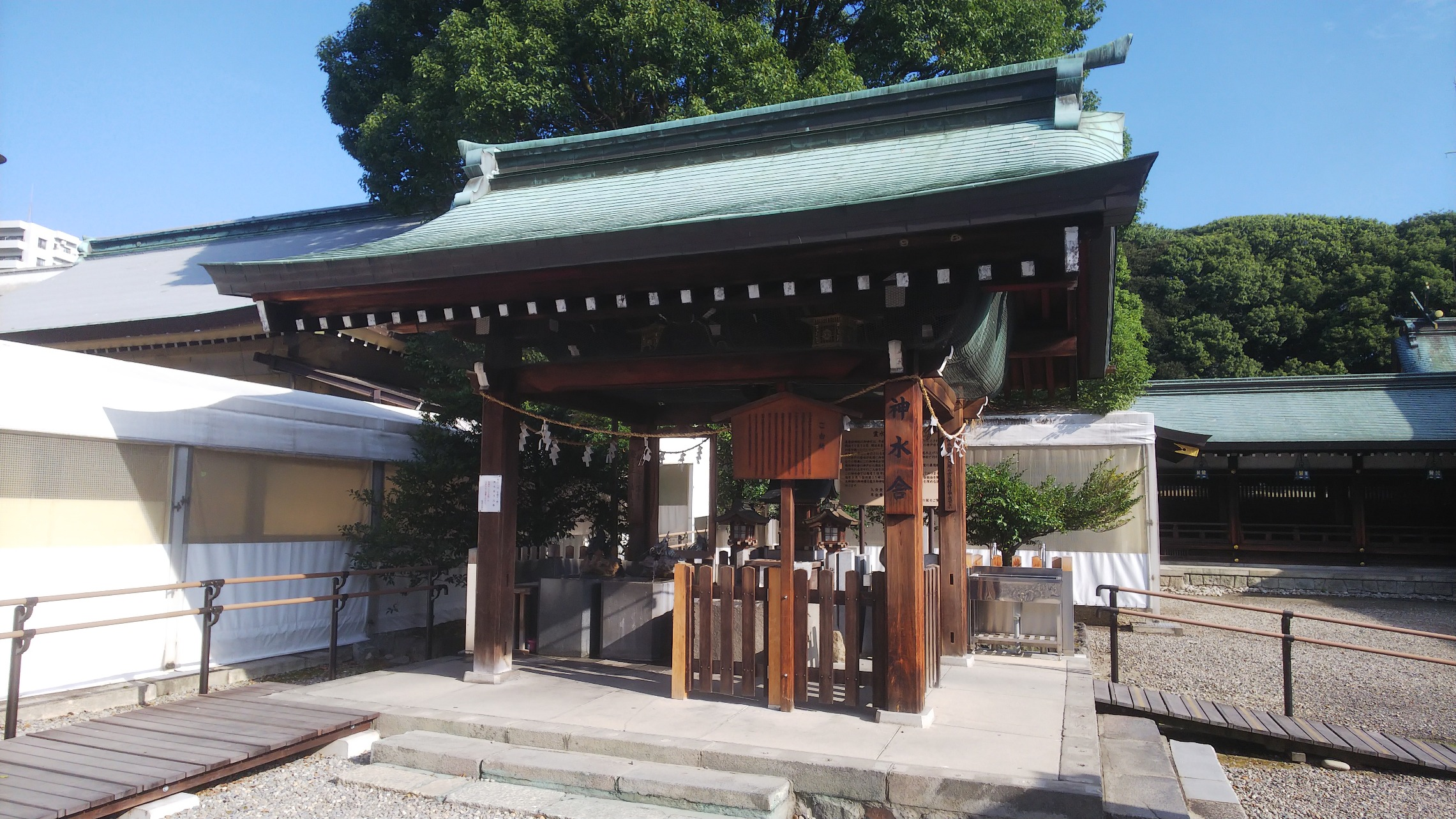
真清田神社 神水舎

## 登場作品
- 赤染衛門 『赤染衛門集』[47]
| 「              | 其ころ、国人はらだつ事ありて、田もつくらじ、種とりあげほしてんといふとききて、又ますだの御社といふ所にまうでたりしに、神に申させし、 賤が男の 種ほすといふ 春の田を つくりますだの 神にまかせん かくてのち、田みなつくりてきとぞ。 | 」 |
| —『赤染衛門集』 | |    |
- 阿仏尼 『十六夜日記』の一首[48]
| 「                             | 一宮といふやしろをすぐとて 一宮 名さえなつかし 二つなく 三なき法（のり）を まもる成べし | 」 |
| —『十六夜日記』建治3年10月19日 |                                                                                         |    |

## 関係地
- 油田遺跡

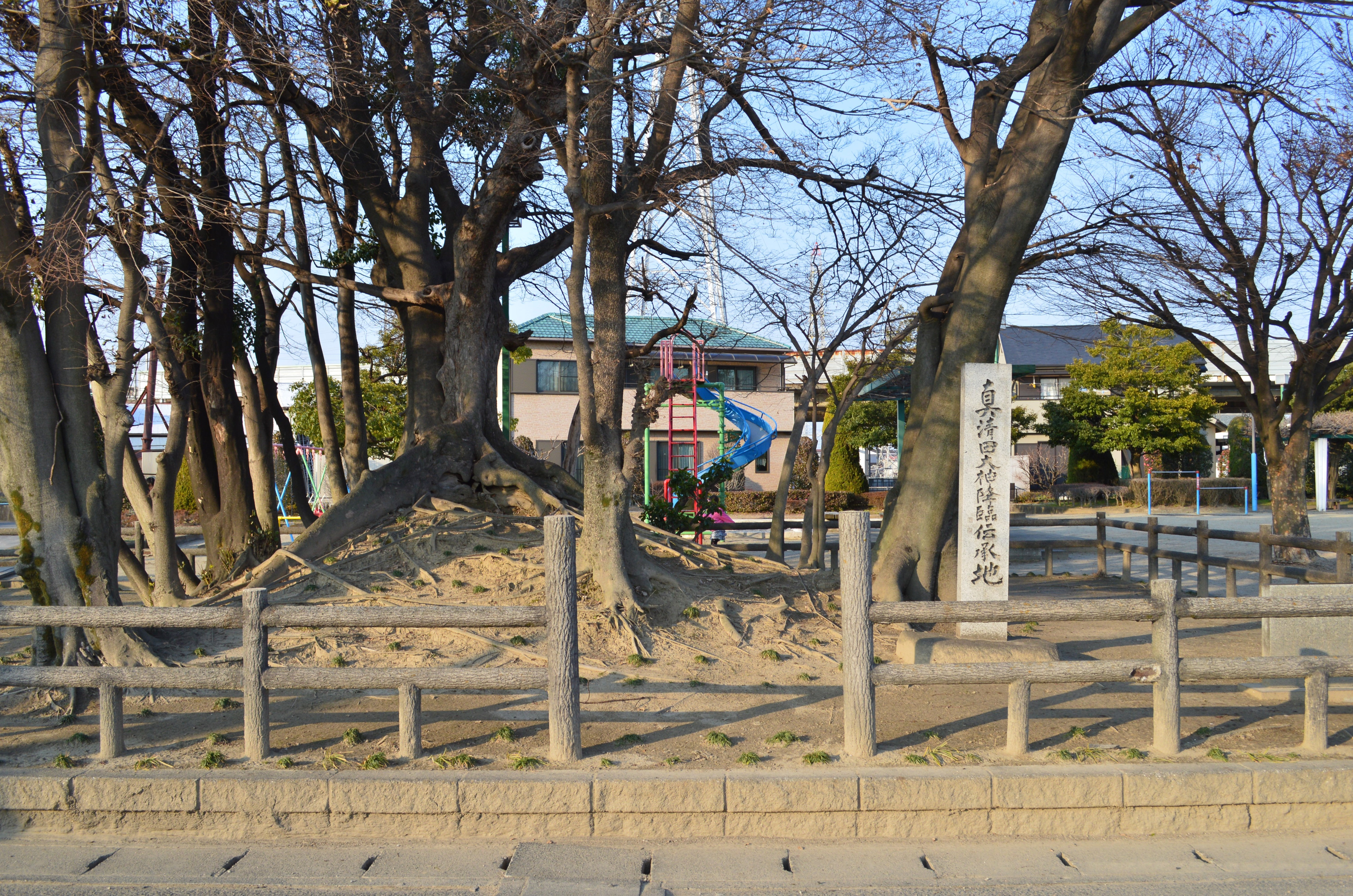
油田遺跡（一宮市多加木）

  - 所在地：愛知県一宮市多加木（北緯35度16分35.00秒 東経136度48分36.86秒 / 北緯35.2763889度 東経136.8102389度）

「あぶらでんいせき」。「油田」は地名で、当地が真清田神社の灯明料所で毎年年貢の一部が納められたことによると伝える。当地の伝承では、真清田大神は当地に降臨し、ここから現在の真清田神社の地に遷座したとする。現在は「真清田大神降臨伝承地」碑が建てられている[49][50]。

## 現地情報
所在地
- 愛知県一宮市真清田1-2-1

付属施設
- 宝物館
開館時間：午前10時 - 午後3時
舞楽面（国の重要文化財）など真清田神社の伝世品を展示する。

交通アクセス
- 鉄道
  - 東海旅客鉄道（JR東海）東海道本線 尾張一宮駅 （徒歩約10分）
  - 名古屋鉄道（名鉄）名古屋本線・尾西線 名鉄一宮駅 （徒歩約10分）
- バス
  - 名鉄バスで「本町」バス停下車 （下車後徒歩すぐ）

## 関連文献
- 『国幣中社真清田神社御由緒』 真清田神社編、1918年（国立国会図書館デジタルコレクション）。
- 『古事類苑』 神宮司庁編、真清田神社項。
  - 『古事類苑 第9冊』（国立国会図書館デジタルコレクション）199-202コマ参照。
- 安津素彦・梅田義彦編集兼監修者『神道辞典』神社新報社、1968年、55頁
- 白井永二・土岐昌訓編集『神社辞典』東京堂出版、1979年、309-310頁
- 上山春平他『日本「神社」総覧』新人物往来社、1992年、132-133頁